# Balbigny
Balbigny ist eine französische Gemeinde mit 2848 Einwohnern (Stand 1. Januar 2022) im Département Loire in der Region Auvergne-Rhône-Alpes. Sie befindet sich etwa auf der Verbindungslinie zwischen Lyon und Clermont-Ferrand am rechten Ufer der Loire. Sie liegt am Autobahndreieck Nervieux-Balbigny, an dem von der französischen Autobahn A72 (Verbindung zwischen Clermont-Ferrand und St-Etienne) die Autobahn A89 Richtung Lyon abzweigt.

## Geographie
Die Gemeinde hatte seit 1832 einen Bahnhof an der Bahnstrecke Roanne–Andrézieux, die dritte Bahnstrecke Frankreichs. Diese Strecke wurde später zwischen Balbigny und Le Coteau umtrassiert und in die Bahnstrecke Moret-Veneux-les-Sablons–Lyon-Perrache integriert. Heute wird er von Zügen des TER Auvergne-Rhône-Alpes der Verbindung Roanne–Saint-Étienne-Châteaucreux bedient.

## Bevölkerungsentwicklung
| Jahr                       | 1962 | 1968 | 1975 | 1982 | 1990 | 1999 | 2009 | 2017 |
| Einwohner                  | 1840 | 2023 | 2314 | 2469 | 2415 | 2616 | 2809 | 2965 |
| Quellen: Cassini und INSEE |      |      |      |      |      |      |      |      |

## Sehenswürdigkeiten
- Kirche Saint-Taurin